# Simon de Siracusa
Simon (menționat la anul 1162) a fost nobil normand din dinastia Hauteville, devenit conte de Siracusa.
Este posibil ca Simon să fi fost fiu nelegitim al lui Roger al II-lea al Siciliei, însă mai probabil pare să fi fost fiul contelui Henric de Paterno, cumnatul contelui Roger Bosso. Este probabil, de asemenea, ca Simon să fi fost un descendent al predecesorului său în Siracusa, Tancred.
În 1162, când împăratul Frederic I Barbarossa se afla în căutare de aliați pentru plănuita invazie a Regatului Siciliei, el a încheiat un tratat cu Republica Genova, oferind acesteia, pe lângă posesiunea asupra întregii coaste a Liguriei, și pământurile lui Simon din Sicilia. Aceste teritorii oncludeau orașele Siracusa și Noto, precum și 250 de fiefuri (caballariae) situate în fertila câmpie din jurul Noto, așa-numita Val di Noto. Când împăratul Henric al VI-lea, fiul și succesorul lui Barbarossa, a reluat charta acordată Genovei în 30 mai 1191, el a reluat totodată și promisiunea referitoare la pământurile lui Simon, deși la acea vreme Simon deja murise.